# Erlenhof (Engelskirchen)
Erlenhof ist ein Ort in der Gemeinde Engelskirchen im Oberbergischen Kreis in Nordrhein-Westfalen in Deutschland.

## Lage und Beschreibung
Der Ort liegt im Südwesten von Engelskirchen nahe der Bundesautobahn 4 südlich der Agger an der Landesstraße 153. Nachbarorte sind Loope, Büscherhof, Vordersteimel und Hintersteimel.

## Geschichte
1957 wird der Ort erstmals in topografischen Karten verzeichnet. Bereits 1933 zeigt die topografische Karte an der Stelle von Erlenhof einzelne Gebäudegrundrisse ohne eine Ortsbezeichnung.